# SANC식품여자고등학교
시온식품과학고등학교(시온食品科學高等學校)는 부산광역시 기장군 기장읍 죽성리에 있는 산업체 부설학교였다. 현재는 비인가 대안학교인 SANC식품여자고등학교로 운영되고 있으며, 매년 졸업생을 배출하고 있다.

## 학교 연혁
- 1988년 2월 5일: 한일물산 부설 시온실업고등학교 인가(의상과 4학급, 전자과 2학급, 기계과 2학급)
- 1988년 3월 7일: 개교식 및 제1회 입학식(의상과 2, 전자과 2, 기계과 2)
- 1991년 2월 21일: 제1회 졸업식
- 2006년 11월 5일: 체육관 확장개관
- 2013년 3월 7일: 제1회 시온식품과학고등학교 입학식 (식품과학과 2학급 40명)
- 2014년 3월 3일: 제4대 윤영 교장 취임
- 2015년 2월 12일: 제25회 졸업식(총 605명 배출)
- 2022년 3월 1일: SANC식품여자고등학교 학교명 변경

## 논란
시온식품과학고등학교는 원래 천부교에서 운영하던 사립 고등학교였다. 천부교는 2008년부터 부산광역시 기장군에 위치한 신앙촌 안에 시온식품과학고등학교의 새로운 건물을 짓기 시작하였으나, 설립 인가를 받은 부지로부터 북동쪽으로 50m 정도 벗어난 개발제한구역에 건물 형태를 유지한 채로 설립한 것이 문제가 되었다. 그 결과 2016년에 인가가 취소되어 신앙촌 내에서 대안학교인 SANC식품여자고등학교로 운영되고 있으며, 매년 졸업생을 배출하고 있다.
2022년 SANC식품여자고등학교로 교명이 변경되었고 학교 부지 그린벨트 법령 위반 문제 외에는 큰 논란 없이 운영되고 있으며 많은 학생들의 입학 문의가 이어져오고 있다.

## 설치 학과
- 식품과학과

## 참고 자료
- 시온식품과학고등학교 - 한국교육학술정보원 학교알리미